# Cupa Mitropa 1928
Ediția a II-a a Cupei Mitropa s-a jucat în anul 1928 și a adunat la start cele mai bune opt echipe din Austria, Ungaria, Cehoslovacia și Iugoslavia.
Cea de a doua ediție a adus surpriză majoră pentru fanii fotbalului. Campioana en-titre, AC Sparta Praga nu s-a calificat pentru noul sezon al Cupei Mitropa.
Finala  s-a jucat între SK Rapid Viena și Ferencvaros TC Budapesta. În manșa tur jucată la Budapesta, Ferencaros a zdrobit Rapidul cu un neverosimil 7-1. În retur vienezi au învins înfața propriilor suporteri cu 5-3, însă insuficient pentru a obține trofeul. Așadar Sk Rapid Viena avea să piardă cea de a doua finală consecutivă.

## Echipele participante pe națiuni
| Austria      | SK Admira Viena SK Rapid Viena                     |
| Ungaria      | Ferencvaros TC Budapesta FC MTK Hungaria Budapesta |
| Cehoslovacia | SK Viktoria Žižkov SK Slavia Praga                 |
| Iugoslavia   | HŠK Građjanski Zagreb BSK Belgrad                  |

Din partea majorității națiunilor participante a partcipat campioana și vice-campioana, însă cu excepția Iugoslaviei. Campioantul iugoslav a fost cucerit de HSK Gradjanski Zagreb, iar pe locul secund a terminat Hajduk Split dar nu a participat din motive necunoscute. BSK Belgrad a fost din nou participantă în competiție fiind deținătoare locului 3 în campionatul iugoslav. De menționat faptul că nu existat o a doua competiție fotbalistică (exemplu Cupa) în Iugoslavia anilor '20 sau chiar '30.

SK Admira Viena reușea să cucerească al doilea campionat și să-și adjudece și prima cupă. Alături de Admira Viena a participat din nou SK Rapid Viena din postura de Vice-Campioană.

În Ungaria, Ferencvaros TC Budapesta câștigaseră din nou cupa și campionatul și se pregătea de prima participare în Cupa Mitropa. Alături de Ferencvaros TC, a participat vice-campioan Ujpest TE Budapesta.

Campionatul cehoslovac avea să fie cucerit pentru prima dată de SK Viktoria Žižkov fapt ce i-a permis să participe în Cupa Mitropa. Slavia Praga a participat pentru a doua oara consecutiv din postura de vice-campioană. Campioana en-titre, AC Sparta Praga nu s-a calificat pentru noul sezon al Cupei Mitropa, terminând întrecerea internă pe locul al treilea.

## Etape

### Sferturi
| Echipa 1         | General | Echipa 2           | Prima manșă | A doua manșă |
| ---------------- | ------- | ------------------ | ----------- | ------------ |
| SK Admira Viena  | 6 - 4   | SK Slavia Praga    | 3 - 1       | 3 - 3        |
| BSK Belgrad      | 1 - 13  | Ferencvárosi TC    | 0 - 7       | 1 - 6        |
| Građanski Zagreb | 4 - 8   | FK Viktoria Žižkov | 3 - 2       | 1 - 6        |
| SK Rapid Viena   | 7 - 7   | MTK Hungária FC    | 6 - 4       | 1 - 3        |

Playoff-ul dintre SK Rapid Viena și MTK Hungária FC a fost câștigată de Rapid Viena cu scorul de 1-0.

### Semifinale
| Echipa 1           | General | Echipa 2        | Prima manșă | A doua manșă |
| ------------------ | ------- | --------------- | ----------- | ------------ |
| SK Admira Viena    | 1 - 3   | Ferencvárosi TC | 1 - 2       | 0 - 1        |
| FK Viktoria Žižkov | 6 - 6   | SK Rapid Viena  | 4 - 3       | 2 - 3        |

Playoff-ul dintre FK Viktoria Žižkov și SK Rapid Viena a fost câștigat de Rapid Viena cu scorul de 3-1.

### Finala
| Echipa 1        | General | Echipa 2       | Prima manșă | A doua manșă |
| --------------- | ------- | -------------- | ----------- | ------------ |
| Ferencvárosi TC | 10 - 6  | SK Rapid Viena | 7 - 1       | 3 - 5        |

## Golgheterii ediției a II-a, Cupa Mitropa 1928
| Locul | Golgheter         | Club                     | Goluri |
| ----- | ----------------- | ------------------------ | ------ |
| 1     | József Takács     | Ferencvaros TC Budapesta | 10     |
| 2     | József Turay      | Ferencvaros TC Budapesta | 8      |
| 3     | Franz Weselik     | SK Rapid Viena           | 7      |
| 4     | Johann Horvath    | SK Rapid Viena           | 6      |
| 5     | Jan Dvořáček      | SK Viktoria Žižkov       | 5      |
| 5     | Ferdinand Wesely  | SK Rapid Viena           | 5      |
| 7     | Karel Podrazil    | SK Viktoria Žižkov       | 4      |
| 7     | Ferenc Szedlacsik | Ferencvaros TC Budapesta | 4      |

| Cupa Mitropa 1928                       |
| --------------------------------------- |
| Ferencvaros TC Budapesta (Primul Titlu) |